# Burgerbescherming

Internationaal herkenningsteken van de civiele bescherming (gelijkzijdige blauwe driehoek op oranje ondergrond), vastgesteld bij internationaal verdrag (Eerste Aanvullend Protocol bij de Conventies van Genève, 1977).

De burgerbescherming, civiele bescherming of civiele verdediging is het geheel van maatregelen om in het geval van oorlog of grootschalige rampen de burgerbevolking te beschermen tegen de gevolgen hiervan. In veel landen is of was dit de taak van een speciaal voor dit doel ingestelde dienst, die dan zelf als burgerbescherming, civiele bescherming of civiele verdediging wordt aangeduid. Het is dan een rampenbestrijdingsorganisatie die in geval van oorlog of grootschalige rampen de reguliere hulpdiensten ondersteunt bij de bestrijding van de gevolgen en de eventuele evacuatie van de burgerbevolking. 
Veel van deze diensten zijn opgericht in de jaren na de Tweede Wereldoorlog, toen overheden de dreiging van een kernoorlog reëel achtten, en de behoefte voelden aan een organisatie die specifiek gericht was op het bestrijden van de gevolgen van een aanval met kernwapens. Om die reden is de organisatie doorgaans verantwoordelijk voor de aanleg en instandhouding van het stelsel van waarschuwingssirenes ('luchtalarm') en schuilkelders.
Omdat de civiele bescherming slechts in uitzonderlijke omstandigheden in werking komt, bestaat de organisatie vaak voor het grootste deel uit vrijwilligers, of uit dienstplichtigen die hier hun vervangende dienstplicht vervullen.
Toen de nucleaire dreiging minder werd, doekten veel landen hun civiele beschermingsorganisatie op, of integreerden deze in algemene rampenbestrijdingsorganisaties.

## Gespecialiseerde burgerbeschermingsdiensten
- Europese Unie: Emergency Response Coordination Centre (ERCC)
  - België: Civiele Bescherming
  - Nederland: Bescherming Bevolking (BB, opgeheven 1985)
  - Frankrijk: Securité Civile
  - Duitsland: Technisches Hilfswerk (THW)
- Verenigd Koninkrijk: Civil Defence Corps, opgeheven 1968
- Verenigde Staten: Federal Civil Defense Administration, in 1979 opgegaan in FEMA